# Billy Ireland Cartoon Library & Museum
La Billy Ireland Cartoon Library & Museum (« musée et bibliothèque sur la bande dessinée Billy-Ireland ») est une bibliothèque de recherche de l'université d'État de l'Ohio consacrée à la bande dessinée américaine.
Issue du don par Milton Caniff (1907-1988) de sa collection personnelle en 1977 et nommée en 2009 d'après le dessinateur local Billy Ireland (en) (1880-1935), c'est le principal centre de recherche documentaire du type aux États-Unis.